# Українська Селянсько-Робітнича Партія Підкарпатської Руси
Українська Селянсько-Робітнича Партія Підкарпатської Руси — ефемерна націоналістична організація на Закарпатті, заснована 1936. Голова І. Невицька; провідні члени І. Гриць, М. Тулик, В. Кузьмик. Орган партії — двотижневик «Народна сила» І. Невицької у Пряшеві. Організація не мала впливів поза студентською молоддю.